# 皮托多里斯
皮托多里斯（希腊语：Πυθοδωρίς，？～约23年），本都女王（约前8年～约23年在位）。
皮托多里斯是在罗马支持下获取王位的本都国王波列蒙一世的妻子。从家世来看，皮托多里斯的身份相当显赫：她的母亲是罗马统帅马克·安东尼的女儿。她的父亲皮托多罗斯则是加里亚（在小亚细亚）地区的一个小王公，是马克·安东尼进军东方时的热心支持者。
在公元前8年波列蒙死于与阿斯普尔吉安人的战争后，皮托多里斯继承了王位，虽然这时她已经有了一个儿子。罗马人承认她的国王地位。皮托多里斯后来再嫁，丈夫是卡帕多细亚的末代国王阿尔刻拉奥斯；阿尔刻拉奥斯失宠于罗马皇帝提比略，被召到罗马，不久死去。
在皮托多里斯在位时期，本都实际上变成了罗马的一个行省，本都王室能统治的只有很小一块地方。在她死后，长子波列蒙二世继承了王位。

## 资料来源
- 斯特拉波，《地理学》
- 苏联历史百科全书·人物卷

| 前任： 波列蒙一世 | 本都女王 | 繼任： 波列蒙二世 |